# Нандльштадт
Нандльштадт (нем. Nandlstadt) — община в Германии, в земле Бавария. 
Подчиняется административному округу Верхняя Бавария. Входит в состав района Фрайзинг.  Население составляет 4977 человек (на 31 декабря 2010 года). Занимает площадь 34,31 км².